# Louis Dunoyer de Segonzac
Pour les articles homonymes, voir Dunoyer.
Ne doit pas être confondu avec le compositeur Louis Dunoyer de Segonzac.
Louis Dominique Joseph Armand Dunoyer de Segonzac, né le 14 novembre 1880 à Versailles et mort le 27 août 1963 dans la même ville, est un physicien français. 

## Biographie
Louis Dunoyer, fils d'Anatole Dunoyer naît le 14 novembre 1880 à Versailles.
À la fin de ses études secondaires il est reçu premier au concours général de physique. Reçu deuxième au concours d'admission à l'École polytechnique et premier à celui de l'École normale supérieure, c'est dans cette dernière qu'il entre en 1902. Il est reçu premier, ex-aequo avec Paul Pascal, au concours d'agrégation de physique en 1905.  En 1905 il devient agrégé-préparateur au laboratoire de Paul Langevin au Collège de France.
Après un doctorat il poursuit dans la recherche en physique, jusqu'en 1914 où il est mobilisé. Il est aviateur puis inspecteur durant la Première Guerre mondiale. Blessé, il est fait chevalier de la Légion d'honneur et reçoit la Croix de guerre en 1915. Sous-lieutenant en 1914, il est démobilisé comme lieutenant-colonel de réserve. Il s'intéresse durant la guerre aux problèmes de métrologie et de navigation aérienne.
En 1919, il participe à la fondation de la Société de recherches et de perfectionnements industriels. De 1920 à 1939, Louis Dunoyer est responsable du cours sur les instruments d'optique à l'École supérieure d'optique en tant que maître de conférences (1er janvier 1922) puis professeur sans chaire (1er avril 1927) d'optique appliquée à la faculté des sciences de l'université de Paris. Il est également physicien à l'Observatoire d'astronomie physique de Meudon de 1927 à 1929.
Engagé à l'extrême droite de l'échiquier politique, signataire du Manifeste des intellectuels français pour la défense de l'Occident et la paix en Europe  en 1935, c'est un royaliste admirateur et adepte des idées de Charles Maurras. Il préside le cercle Fustel de Coulanges, satellite de l'Action française, de sa fondation à 1940,. Lors d'un banquet du Cercle, en 1932, il affirme : « Au cercle Fustel de Coulanges, nous disons : la démocratie, voilà l'ennemi, et nous disons aussi […] : tout ce qui est national est nôtre »,. En 1936, il témoigne en faveur de Maurras lors du procès de ce dernier pour incitation au meurtre et il aurait dû être l'un des orateurs d'un meeting en mai, interdit par les autorités. À la libération de Maurras un an plus tard, il figure parmi les orateurs lors du meeting du Vélodrome d'hiver en hommage au maître du « nationalisme intégral » et participe à une autre réunion. Il a aussi fait partie d'un cercle royaliste, l'Œillet blanc. En 1938, il fait partie des 18 membres du comité central d'une éphémère Union française pour le salut public et la rénovation nationale, fondée par le sénateur Henry Lémery. 
Dunoyer est élu au Bureau des longitudes le 10 février 1937. Le 5 juin 1941, il devient président de la Société française de physique, après en avoir été le vice-président ; il y succède à Pierre Chevenard. Son allocution proclame l'allégeance de la Société au maréchal Pétain.
En 1941, il obtient de manière controversée la chaire de chimie-physique de Jean Perrin, parti aux États-Unis. Edmond Bauer le remplace en octobre 1945. Albert Arnulf lui succède à l'École supérieure d'optique. Dunoyer a aussi été nommé président honoraire de la Société des ingénieurs du vide.
Il a été décoré de l'ordre de la Francisque.

## Famille
Louis Dunoyer est le fils d'Anatole Dunoyer, un des fondateurs de l'École libre des sciences politiques, conseiller d'État, le petit-fils de Charles Dunoyer, préfet puis conseiller d'État, et l'arrière arrière-petit-neveu de Jean-Jacques Rousseau. Il est l'oncle de Pierre Dunoyer de Segonzac et un parent d'André Dunoyer de Segonzac.
Dunoyer épouse en 1906  Louise Picard, la fille d'un de ses professeurs, le mathématicien Émile Picard, et rejoint ainsi une famille de scientifiques célèbres. Ils ont deux fils.

## Parcours scientifique
Dès 1907-1908, il invente la première boussole électromagnétique qui est alors utilisée en 1927 par Charles Lindbergh durant son premier vol sans escale New York-Paris. Il soutient sa thèse de doctorat ès sciences physiques en 1909. Son travail de doctorat, réalisé sous la direction d’Éleuthère Mascart et de Paul Langevin, l'amène à concevoir pour son frère officier de marine un compas magnétique.
Après son doctorat il devient boursier Carnegie au laboratoire de Marie Curie.
En 1911, Dunoyer y réalise une importante expérience sur la théorie cinétique des gaz en démontrant que pour un faisceau d'atomes de sodium placés dans le vide, les atomes se déplacent selon une ligne droite et il est possible dans une chambre à vide, d'observer les faisceaux de particules. Ces expériences servent plus tard à Robert W. Wood pour l'observation spectroscopique des atomes sans influence de champ externes, ainsi qu'à Otto Stern en 1919 pour confirmer les théories de Maxwell sur la distribution des vitesses dans un gaz, et Stern et Gerlach en 1922 pour confirmer la quantification spatiale.
Il réalise ainsi également une méthode pour le dépôt de couches minces de métaux alcalins. Il collabore à cette époque avec Maurice de Broglie. 
En 1912, il reçoit une subvention  de 3 000 francs du Fonds Bonaparte pour la construction d'appareils destinés à explorer la fluorescence de la vapeur pure de sodium et les spectres de fluorescence et d'absorption des métaux alcalins. En 1913, il gagne le prix Becquerel pour ses recherches sur les propriétés électriques et optiques des vapeurs de sodium, et est nommé professeur adjoint au Conservatoire national des arts et métiers. En 1914 il étudie la résonance de surface de la vapeur de sodium avec Robert W. Wood.
Il était souffleur de verre et remarquable technicien. Il améliora les techniques du vide de Wolfgang Gaede et d'Irving Langmuir et développa différents dispositifs pour la mesure des très basses températures. Il obtint pour cela la subvention Loutreuil en 1925. Il réalisa également des recherches sur l'effet photo-électrique et construisit des cellules de détection photoélectriques. En 1925, il employa une cellule photoélectrique de potassium pour le cinéma parlant. Ses études sur la vaporisation thermique dans le vide lui permirent de réaliser les premiers miroirs aluminés.

## Prix
- 1913 : prix Becquerel pour ses recherches sur les propriétés électrique et optiques des vapeurs métalliques, en particulier celle du sodium.
- 1918 : prix Danton pour ses travaux sur les phénomènes de radiation.
- 1929 : Prix Valz, recherches sur les niveaux à bulle et sur les cellules photoélectriques.